# 졸탄 이슈트반
졸탄 이슈트반 주르코(헝가리어: Zoltán István Gyurkó, 1973년 ~ )는 미국의 작가, 미래학자, 철학자, 언론인, 정치인이며, 트랜스휴머니즘 운동가로 잘 알려져 있는 사람이다. 2016년 미국 대통령 선거에 트랜스휴머니스트당 소속으로 출마하였다.
이슈트반은 로스앤젤레스의 헝가리계 이민자 가정에서 태어났다. 내셔널 지오그래픽 등 여러 매체의 기자로 일하며 전 세계를 여행하다, 베트남의 한 광산에서 대국적인 결심을 하고는 트랜스휴머니즘 운동을 결심한다. 그가 4년에 걸쳐 쓴 소설 《트랜스휴머니스트의 내기》는 철학자인 주인공이 현 정치체제에 분노해 트랜스휴머니즘 혁명을 일으킨다는 내용을 담고 있다.